# 6023 Tsuyashima
6023 Tsuyashima (1992 UQ4) là một tiểu hành tinh vành đai chính được phát hiện ngày 16 tháng 10 năm 1992 bởi Endate và Watanabe ở Kitami.